# Simeon Petrov
Simeon Petrov (Limoges, 12 de enero de 2000) es un futbolista francés, nacionalizado búlgaro, que juega en la demarcación de defensa para el PFC Botev Plovdiv de la Primera Liga de Bulgaria.

## Selección nacional
Tras jugar en la selección de fútbol sub-21 de Bulgaria, finalmente hizo su debut con la selección de fútbol de Bulgaria el 20 de junio de 2023 en un partido de clasificación para la Eurocopa 2024 contra Serbia que finalizó con un resultado de empate a uno tras un gol de Kiril Despodov para Bulgaria, y de Darko Lazović para el combinado serbio.

## Clubes
| Club                        | País     | Año       | Partidos | Goles |
| --------------------------- | -------- | --------- | -------- | ----- |
| Limoges F. C.               | Francia  | 2017-2018 | 1        | 0     |
| Gazélec Ajaccio             | Francia  | 2018-2019 | 0        | 0     |
| FC Strumska Slava Radomir   | Bulgaria | 2019-2020 | 13       | 2     |
| FC CSKA 1948 Sofia II       | Bulgaria | 2021-2023 | 12       | 1     |
| FC CSKA 1948 Sofia          | Bulgaria | 2020-2023 | 82       | 3     |
| Śląsk Wrocław (cedido)      | Polonia  | 2024-2025 | 31       | 4     |
| MOL Fehérvár F. C. (cedido) | Hungría  | 2025      | 15       | 0     |
| PFC Botev Plovdiv           | Bulgaria | 2025-     |          |       |